# Richard Baron

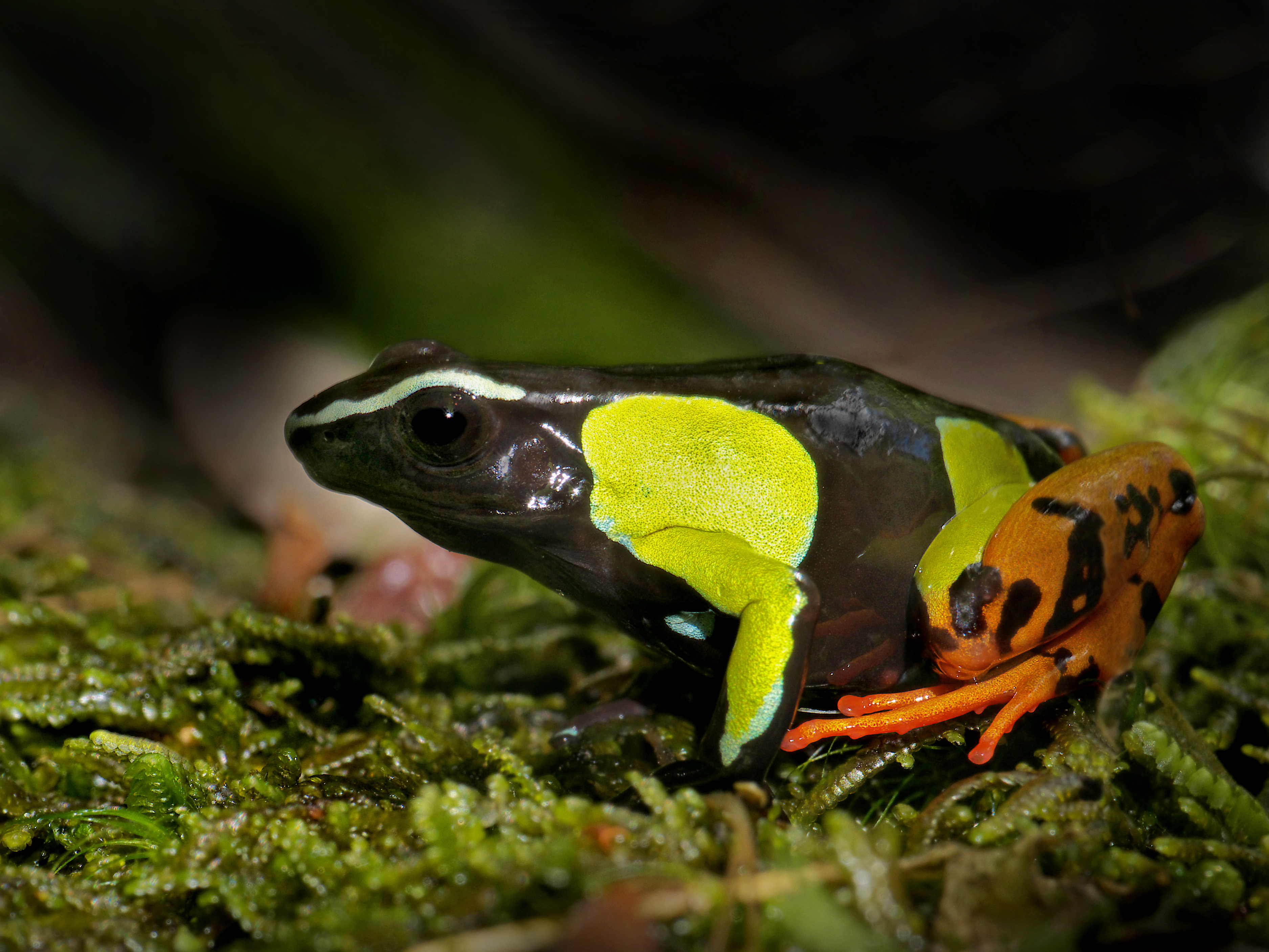
Barons Mantella ist eine endemische madagassische Froschart, die nach Richard Baron benannt ist.

Richard Baron (* 8. September 1847 in Kendal, Westmorland, England; † 12. Oktober 1907 in Morecambe, Lancashire, England) war ein britischer Missionar, Botaniker und Geologe. Er war 35 Jahre auf Madagaskar tätig. Sein botanisches Autorenkürzel lautet „R.Baron“.

## Leben
Nach seiner Ordination für den pastoralen Dienst in der kongregationalistischen Kirche im Jahr 1872 ging Baron im November des Jahres im Auftrag der London Missionary Society nach Madagaskar. Er war als Missionar in der zentralen Provinz Imerina, im Distrikt Ambohidratrimo (1874, 1880), in Fianarantsoa (1878–1880), im Distrikt Vonizongo (1884), in Isotry (1885), in Tananarive, wo er an der Theologischen Hochschule unterrichtete, sowie im Distrikt Amparibe tätig. 1891 bereiste er für fünf Monate Randgebiete im Nordosten, Norden und Nordwesten Madagaskars. Hierüber veröffentlichte er den Bericht Twelve Hundred Miles in a Palanquin in der Zeitschrift Antananarivo Annual.
Baron war ein produktiver Sammler von Pflanzen, die er, mit Ausnahme des Südens, im Großteil von Madagaskar zusammentrug. Die Ortsangaben zu seinen rund 12.000 Pflanzenexemplaren sind jedoch im Allgemeinen unvollständig, die meist sehr ungenau mit „Madagaskar“, „Zentral-Madagaskar“ oder „hauptsächlich im Nordwesten Madagaskars“ angegeben sind. Barons Herbarien befinden sich in den Royal Botanic Gardens, Kew und im Muséum national d’histoire naturelle in Paris. Duplikate wurden mit dem Herbarium in Berlin ausgetauscht.
Er sammelte auch Gestein, Fossilien oder Amphibien. Baron war auch sehr sachkundig in Bezug auf die Geologie Madagaskars. 1903 führte er in Begleitung von Capitaine Léopold Mouneyres, Leiter des Bergwerksdienstes in Madagaskar unter Gouverneur Gallieni, eine lange geologische Prospektionsreise in den Nordwesten der Insel durch. Er war Autor zahlreicher Arbeiten über die lokale Naturgeschichte, die im Antananarivo Annual, im Bulletin of Linnean Society of the London, im Bulletin de l’Académie Malgache und anderen Schriften veröffentlicht wurden. Unabhängig von seinem normalen Dienst in den Kirchen oder Schulen, für die er zuständig war, schrieb Baron wichtige Kommentare zu den Büchern der Bibel auf Malagasy, komponierte Kirchenlieder und gab eine Sammlung davon heraus. Er gab von 1881 bis 1900 mit James Sibree, Jr. The Antananarivo Annual und von 1875 bis 1900 das Madagascar Magazine heraus, veröffentlichte die ersten Lehrbücher in madagassischer Sprache über Botanik (1882) und Geologie (1896) und 1885 trug er umfangreiche botanische Notizen zu James Richardsons A new Malagasy-English dictionary bei. 1889 veröffentlichte er im Botanical Journal of the Linnean Society die erste phytogeographische Synthese der Flora von Madagaskar mit dem Titel The Flora of Madagascar. Barons bedeutendste botanische Arbeit, die er in französischer Sprache veröffentlichte, ist das Compendium de plantes malgaches, das im Jahr 1900 in der Schrift Notes, Reconnaissances et Explorations erstmals erschien und dann von 1901 bis 1905 in der Revue de Madagascar in einundzwanzig Artikeln fortgesetzt wurde.
1882 wurde Baron Mitglied der Linnean Society of London und er war Mitglied der Geological Society of London. Nachdem im Januar 1902 die Académie Malgache gegründet worden war, erhielt er am 27. Februar des Jahres den Posten des Vizepräsidenten.
1907 zwang ihn eine Malariaerkrankung, seine Arbeit auf Madagaskar zu beenden. Er kehrte nach England zurück, wo er im Oktober desselben Jahres an Herzversagen starb.
Baron war dreimal verheiratet.

## Dedikationsnamen
Der englische Botaniker John Gilbert Baker widmete Baron 1882 die Gattung Baronia aus der Familie der Sumachgewächse (Anacardiaceae). Weitere nach Baron benannte Gattungen sind Baroniella und Neobaronia, die heute als Synonym von Phylloxylon betrachtet wird. George Albert Boulenger beschrieb 1888 die giftige Froschart Mantella baroni aus der Gattung der Madagaskar-Buntfrösche. Der Paläontologe R. Bullen Newton benannte 1893 das fossile krokodilartige Reptil Steneosaurus baroni aus dem Jura nach Baron.